# Sam Soliman
Sam Soliman (ur. 13 listopada 1973 w Melbourne) – australijski bokser kategorii średniej.

## Kariera amatorska
Soliman stoczył na amatorskim ringu 85 walk, z czego 74 wygrał i 11 przegrał, nie odnosząc dużych sukcesów.

## Kariera zawodowa
Jako zawodowiec zadebiutował 3 czerwca 1997 roku, nokautując Petera Kinsellę i zostając mistrzem Australii w wadze cruiser. Do końca 2001 roku stoczył jeszcze 17 pojedynków, z czego wygrał tylko dziesięć i siedem przegrał. W tym czasie zdobywał tytuły mistrza kraju w wadze średniej i super średniej oraz mistrzostwo wspólnoty brytyjskiej. Ostatni pojedynek w 2001 roku stoczył z rodakiem Anthonym Mundine, z którym przegrał niejednogłośnie na punkty.
15 października 2002 roku obronił pas IBF Pan Pacific, pokonując na punkty niepokonanego rodaka Sakio Bikę. Tytuł obronił jeszcze 6-krotnie, zostając wyznaczony do eliminatora IBF w wadze średniej. 18 lipca 2004 roku zwyciężył w eliminatorze Raymonda Jovala, pokonując go bardzo wysoko na punkty.
10 grudnia 2005 roku w eliminatorze WBC i IBF, zmierzył się z Amerykaninem Ronaldem Wrightem. Po wyrównanej walce Wright zwyciężył jednogłośnie na punkty.
7 marca 2007 roku walczył o wakujące mistrzostwo świata WBA w wadze super średniej. Jego rywalem był dawny rywal Anthony Mundine. Soliman był raz na deskach w rundzie 2. i trzykrotnie w dziewiątej, przez co przegrał przez nokaut na skutek zasady 3 nokdauny w rundzie kończą walkę.
30 października 2007 roku stoczył 8-rundowy pojedynek w turnieju „The Contender”. Niestety odpadł w 1. walce, przegrywając jednogłośnie na punkty z Sakio Biką. 28 maja 2008 roku doszło do jego trzeciej walki z Mundine. Ponownie lepszy okazał się Mundine, zwyciężając jednogłośnie na punkty w 12-rundowym pojedynku, udanie broniąc tytułu WBA w wadze super średniej.
Do końca 2011 roku stoczył jeszcze 5 pojedynków, z czego wszystkie wygrał. Soliman zdobył mało prestiżowe mistrzostwo świata WBF i po pokonaniu Eromosele Alberta został oficjalnym pretendentem IBF w wadze średniej.
19 lutego 2012 roku zwyciężył jednogłośnie na punkty rodaka Gartha Wooda. 24 sierpnia 2012 roku zmierzył się z Dominikańczykiem Giovannim Lorenzo, a stawką walki był eliminator IBF w wadze średniej. Soliman zwyciężył jednogłośnie na punkty (118-109, 117-110, 118-108), a w ostatniej rundzie dwukrotnie posłał rywala na deski.
1 lutego 2013 roku zmierzył się z Felixem Sturmem w eliminatorze IBF. Soliman zaskoczył faworyzowanego Niemca, pokonując go jednogłośnie na punkty (116-111, 114-113, 114-113). Werdykt walki został zmieniony na „No Contest” (za nieodbytą) a Soliman zawieszony na dziewięć miesięcy za wykrycie w organizmie nielegalnych środków pobudzających. Federacja IBF podtrzymała swoją decyzję i pozostawiła Australijczyka oficjalnym pretendentem.
31 maja 2014 w Nordrhein-Westfalen ponownie wygrywa niejednogłośnie na punkty (118:110, 118:110 i 117:111) z Felixem Sturmem, zdobywając tytuł mistrza świata federacji IBF w wadze średniej.
8 października 2014 w Biloxi w stanie Missisipi przegrywa niejednogłośnie na punkty (111:116, 109;115, 109:116) z Amerykaninem Jermainem Taylorem (32-4-1), tracąc tytuł w pierwszej obronie.